# Buljane
Buljane (cyr. Буљане) – wieś w Serbii, w okręgu pomorawskim, w gminie Paraćin. W 2011 roku liczyła 1336 mieszkańców.